# جومبا لاهيري
جومبا لاهيري (بالإنجليزية: Jhumpa Lahiri) (11 يوليو 1967 في لندن - )؛ روائية، وكاتِبة، وأستاذة جامعية، وممثلة، وكاتبة سيناريو أمريكية من أصول هندية. حائزة على عدة جوائز منها جائزة بوليتزر للخيال عام 2000، أواخر شهر سبتمبر من عام 2024 رفضت الكاتبة قبول جائزة من متحف نوغوتشي في مدينة نيويورك، احتجاجاً على قيام المتحف بطرد ثلاثة موظفين بسبب ارتدائهم الكوفية الفلسطينية وهو ما يعبر عن آراء سياسية للإشارة إلى التضامن مع الفلسطينيين في غزة، حيث أعلن المتحف يوم الأربعاء 25 سبتمبر 2024 أن الكاتبة سحبت قبولها لجائزة إيسامو نوغوتشي لعام 2024 ردا على سياستنا المحدّثة لقواعد الزي.

## أعمالها

### مجموعات قصصية
- 1999: مترجم الأمراض
- 2008: أرض غير مألوفة

### روايات
- 2003: السمي
- 2013: الأرض المنخفضة

## الجوائز
- زمالة غوغنهايم[23]
- جائزة بوليتزر عن فئة الأعمال الخيالية
- جائزة أوليفر هنري [الإنجليزية]‏
- جائزة القلم للرواية
- الوسام الوطني للعلوم الإنسانية  [لغات أخرى]‏[24]
- جائزة فياريجيو فيرسيليا الدولية[25]
- جائزة الإقليم الأمريكي الآسيوي/الباسيفيكي للآداب [الإنجليزية]‏
- Asian American Literary Awards [الإنجليزية]‏

## روابط خارجية
- جومبا لاهيري على موقع IMDb (الإنجليزية)
- جومبا لاهيري على موقع الموسوعة البريطانية (الإنجليزية)
- جومبا لاهيري على موقع روتن توميتوز (الإنجليزية)
- جومبا لاهيري على موقع مونزينجر (الألمانية)
- جومبا لاهيري على موقع إن إن دي بي (الإنجليزية)
- جومبا لاهيري على موقع قاعدة بيانات الفيلم (الإنجليزية)